# Goodenia cycloptera
Goodenia cycloptera är en tvåhjärtbladig växtart som beskrevs av Robert Brown. Goodenia cycloptera ingår i släktet Goodenia och familjen Goodeniaceae. Inga underarter finns listade i Catalogue of Life.

## Bildgalleri

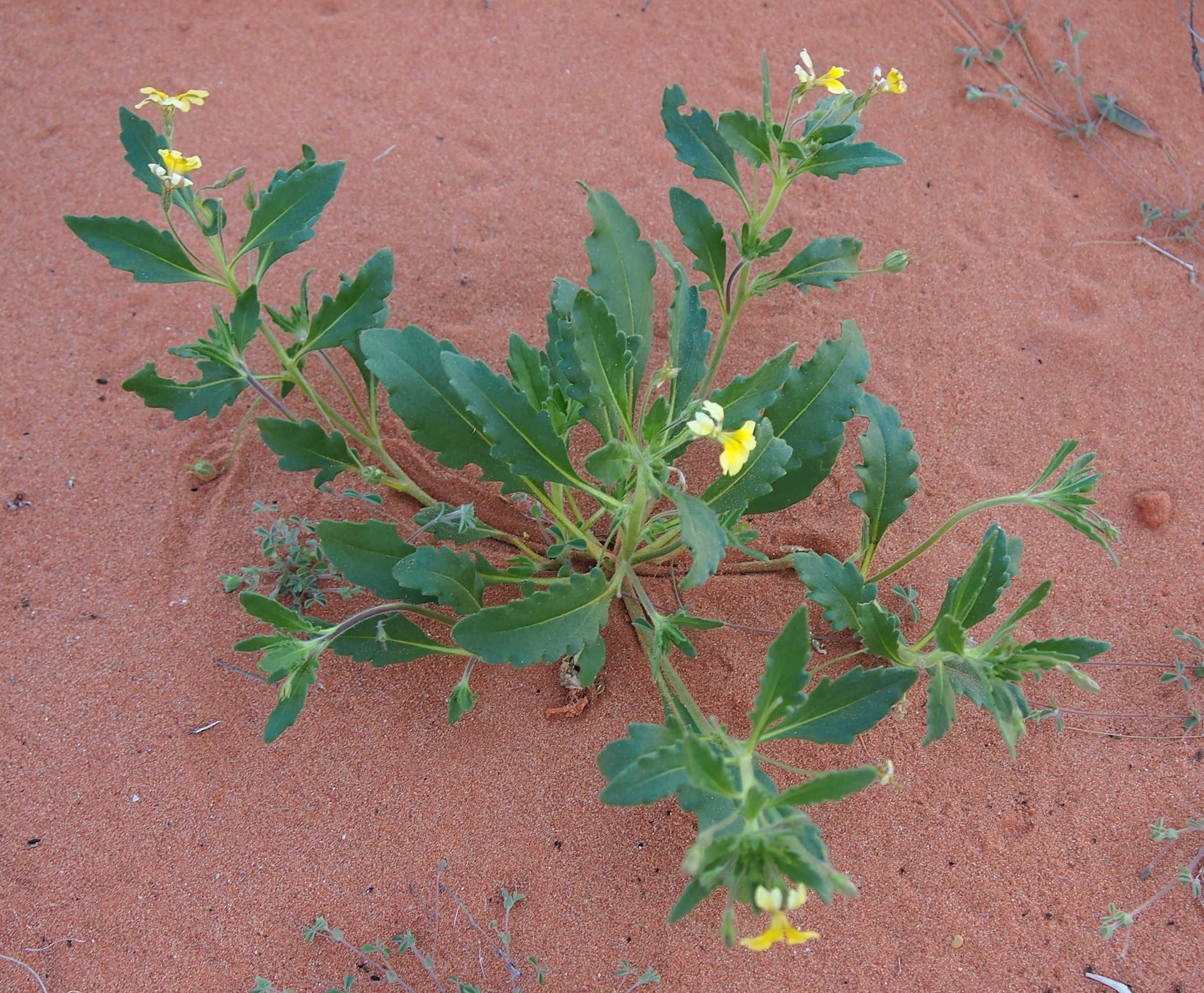